# Kościół św. Teresy od Dzieciątka Jezus w Rueil-Malmaison
Kościół św. Teresy od Dzieciątka Jezus (fr. Église Sainte-Thérèse-de-l'Enfant-Jésus) – rzymskokatolicka świątynia parafialna we francuskim mieście Rueil-Malmaison, w departamencie Hauts-de-Seine.

## Historia
Kościół wzniesiono w 1959 roku, jego budowę wspomagali okoliczni mieszkańcy. W 1984 roku parafia nawiązała współpracę z parafią Maria Taw w Burkinie Faso, a w 1995 wzniesiono dom parafialny św. Maksymiliana Marii Kolbego.

## Architektura
Świątynia modernistyczna, wzniesiona z cegły, przykryta dwuspadzistym dachem ułożonym szczytowo względem fasady. W dach wbudowana jest żelazna dzwonnica z trzema dzwonami.